# Elecciones estatales de San Luis Potosí de 1982
Las elecciones estatales de San Luis Potosí de 1982 se llevaron a cabo el domingo 5 de diciembre de 1982 y en ellas se renovaron los cargos de elección popular en el estado mexicano de San Luis Potosí:
- 56 Municipios. Formados por un Presidente Municipal y regidores, electo para un período inmediato de tres años no reelegibles de manera consecutiva.
- 8 Diputados al Congreso. Electos por una mayoría relativa de cada uno de los Distritos Electorales.

## Resultados electorales

### Ayuntamientos

#### Ayuntamiento de San Luis Potosí
- Salvador Nava Martínez  Hecho

#### Ayuntamiento de Soledad Díez Gutiérrez
- Juan Jesús Maldonado Reyes  Hecho

#### Ayuntamiento de Ciudad Valles
- Ángel Martínez Manzanares  Hecho

#### Ayuntamiento de Matehuala
- José Nava Sánchez  Hecho

#### Ayuntamiento de Río Verde
- Alfredo Aburto Martínez  Hecho